# William Perkin

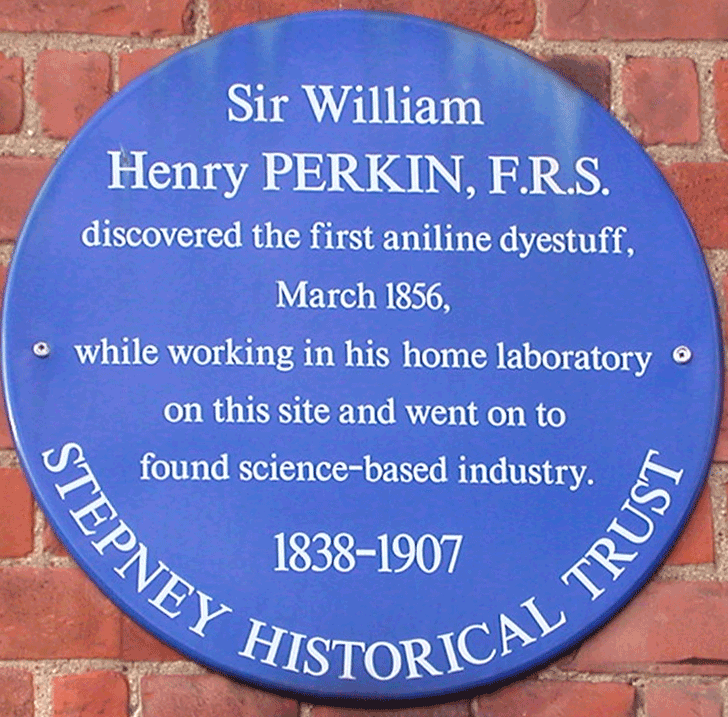
.

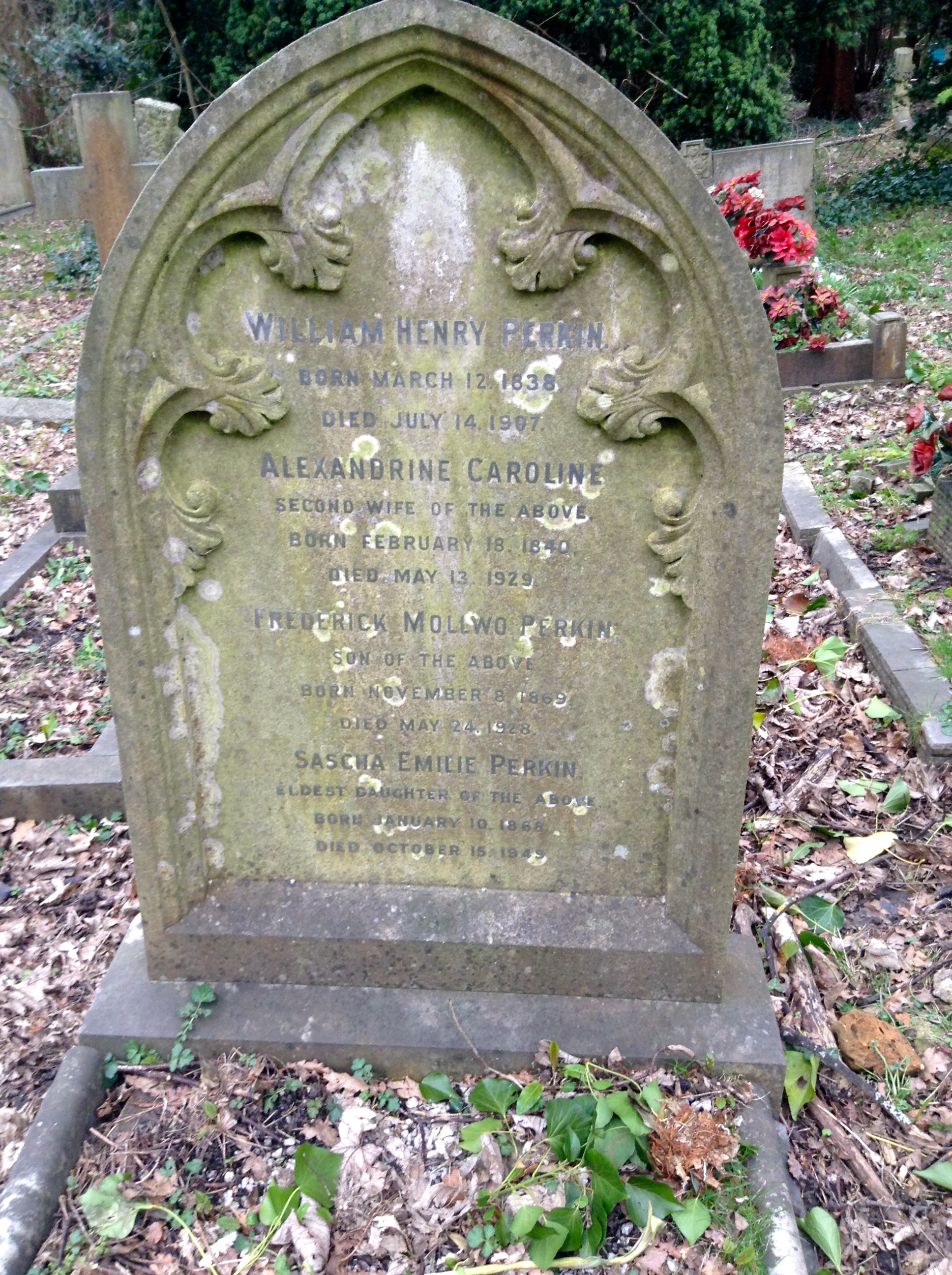
Lápida de la tumba de Perkin.

William Henry Perkin, F.R.S. (Londres, 12 de marzo de 1838 - Harrow, 14 de julio de 1907), fue un químico británico, conocido por el desarrollo de los primeros tintes sintéticos y pionero de la industria química.

## Primeros años de vida
William Perkin nació en East End de Londres, fue el menor de siete hijos de George Perkin, un exitoso carpintero. Su madre, Sarah, era descendiente de escoceses y su familia se mudó a East London cuando él era un niño. 
A la edad de 14 años, Perkin asistió a la Escuela de Londres, en donde tuvo como profesor a Thomas Hall, quien estimuló su talento científico y lo animó a perseguir su carrera en la química.
Con 15 años entró en el Real Colegio de Química (hoy en día parte del Imperial College de Londres). Con 17, era alumno del ilustre August Wilhelm von Hofmann. Hofmann pretendía sintetizar quinina, un componente de la medicina contra la malaria, muy demandado en las colonias. En 1856, mientras Holfmann estaba de viaje visitando a su familia, Perkin probó una idea suya y oxidó la anilina. Al diluirla para eliminarla, observó que esta se coloraba, y se dio cuenta de que había obtenido el primer tinte sintético (la anilina morada, malveína, o en su honor, malva de Perkin). Con solo 18 años patentó la idea.

### Matrimonios e hijos
Perkin se casó por primera vez con Jemima Harriet, la hija de John Lissett, en 1859, con la cual tuvo dos hijos, (William Henry Perkin Jr. y Arthur George Perkin). Perkin volvió a casarse en 1866, con Alexandrine Caroline, hija de Helman Mollwo, resultando de dicha unión un hijo (Frederick Mollwo Perkin) y cuatro hijas. Los tres hijos se convirtieron en químicos.

## Negocios
Junto con su padre y hermano, Perkin fundó una fábrica para producir estos tintes. El color obtenido, el violeta, había sido el más difícil de obtener naturalmente, siendo desde tiempos fenicios un gran negocio (véase Púrpura de Tiro). Perkin no sólo realizó el descubrimiento que lo hizo posible, sino que también organizó la fábrica, obtuvo el capital necesario, realizó labores comerciales y de venta y aplicó diversas mejoras técnicas en el proceso industrial. El color púrpura, que desde tiempos antiguos simbolizaba la realeza, tuvo muy buena acogida, y a los veintiún años ya era millonario. 
Posteriormente, desarrolló otros tintes sintéticos, y diversificó su producción con perfumes como la cumarina. Se dice que el color del río junto a la fábrica variaba según los vertidos que le llegaban y que se podía saber que se estaba produciendo ese día con solo mirar las aguas. En medio de la Revolución industrial, Perkin había creado una nueva industria: la química. En 1869, Perkin encontró un método para producir comercialmente la alizarina, un tinte rojo brillante, pero la empresa alemana BASF patentó el proceso justo un día antes. 
Desde entonces, la competencia con la nueva industria química alemana se fue endureciendo, y compañías como Bayer, BASF y Hoechst le fueron ganando terreno. Perkin, finalmente, decidió vender su negocio, y retirarse en 1874, con sólo 36 años. Sin embargo no abandonó la investigación en química orgánica hasta su muerte.

### Investigación y últimos años
En 1878 halló la que sería conocida como reacción de Perkin, un método para obtener ácidos grasos no saturados. En 1906 se estableció la medalla de Perkin para conmemorar el 50.º aniversario de su primer descubrimiento, que desde entonces se ha entregado a lo mejor de la química industrial. 
Perkin ganó la medalla real y la Medalla Davy de la Royal Society en 1879 y en 1906 fue nombrado sir. En 1884 era Miembro Extranjero honorario de la Sociedad Química alemana, en 1906 tenía la medalla de Hofmann de la misma, y en 1906 la Medalla de Lavoisier de la Sociedad Química francesa. Fue doctor honorario de las universidades de Wurzburg, St. Andrews, Mánchester, Heidelberg, Oxford, Leeds, Columbia y Hopkins. 
Falleció el 14 de julio de 1907 en la ciudad de Londres a los 69 años, debido a complicaciones de una pulmonía y apendicitis.